# Mertztown
Mertztown (parfois Mertz Town) est une census-designated place située dans le comté de Berks, dans le Commonwealth de Pennsylvanie, aux États-Unis. Sa population, qui s’élevait à 664 habitants lors du recensement de 2010, est estimée à 669 habitants au 1er juillet 2020.